# Валдемар II (Анхалт)
Валдемар II (на немски: Waldemar II von Anhalt-Zerbst, † пр. 24 август 1371) от род Аскани е княз на княжество Анхалт-Цербст от 1367 до 1371 г.
Той е единственият син на княз Валдемар I († 1367) и първата му съпруга Елизабет фон Саксония-Витенберг († 1353), дъщеря на херцог и курфюрст Рудолф I от Саксония-Витенберг, курфюрст на Саксония и херцог на Саксония-Витенберг.
След смъртта на баща му през 1367 г. той управлява заедно с братовчед си Йохан II († 1382).
Валдемар II не е женен и няма деца. След смъртта му Йохан II управлява сам.